# ヨン・カリュー
ヨン・アリュー・カリュー（John Alieu Carew, 1979年9月5日 - ）は、ノルウェー・ロレンスゴク出身の元同国代表のサッカー選手。ポジションはFW。父親は元ガンビア代表GK、母親はノルウェー人。妹は歌手のElisabeth。

## 経歴

### クラブ

#### ノルウェー
ヴォレレンガ
アーケシュフース県ロレンスコグに生まれたカリューは、ユース時代を地元のロレンスコグIFで過ごした後、1997年にヴォレレンガ・フォトバルでキャリアを開始した。すると、同年に1部昇格を果たすと同時に2部のチームながらカップ戦のタイトルを獲得した。2シーズンの在籍で33試合14得点を記録する 得点力の高さから注目を集めるようになった。
ローゼンボリ
1999年夏、過去10年間のノルウェーサッカー界で最も成功を収め、UEFAチャンピオンズリーグに度々出場しているローゼンボリBKと移籍金25万NOKで加入した。短期間の在籍となったものの、リーグ戦で17試合18得点という得点力を見せつけ、UEFAチャンピオンズリーグ 1999-2000ではフェイエノールト (ホーム2-2) とボルシア・ドルトムント (ホーム2-2) を相手に合計3得点挙げる活躍でチームの1次グループ首位突破に貢献。続く2次グループでは最下位に終わったものの、強豪のレアル・マドリード (アウェイ1-3敗北) とバイエルン・ミュンヘン (アウェイ1-2敗北) 相手に得点を挙げている。

#### 欧州各国
欧州チャンピオンズリーグで活躍を見せた結果、2000年に移籍金850万ユーロでスペイン1部のバレンシアCFと契約。移籍1シーズン目は2桁得点を挙げる活躍を見せ、UEFAチャンピオンズリーグ 2000-01決勝戦で先発し、PK戦で役割を果たすもチームは準優勝に終わった。また、アーセナルFCとのベスト8第2戦 (1-0勝利) では75分に頭で貴重な決勝点を挙げ、チームのベスト4進出に貢献している (2試合合計2-2アウェーゴールにより突破)。以降は、膝の怪我 の影響から出場機会が減少し苦しんでいたが、そのような状況下でUEFAチャンピオンズリーグ 2002-03の2次リーグ最終戦 (2-1勝利) で2得点を挙げ、再びアーセナルを敗退に追いやる活躍を見せた。
2003-04シーズンは期限付き移籍でイタリア1部のASローマで過ごす ことになり、アントニオ・カッサーノとフランチェスコ・トッティの存在のため満足な出場機会は得られなかったものの、20試合6得点を記録した。2004年7月15日に完全移籍でトルコ1部のベシクタシュJKと契約。2005年には、移籍金760万ユーロでフランス1部のオリンピック・リヨンへ活躍の場を移した。この欧州各国でプレイしている間は度々イングランド1部のクラブから関心を寄せられていたが、2002年のフラムFCは身体検査で破談、ウェスト・ブロムウィッチ・アルビオンFCからのオファーはバレンシアによって拒否されていた。

#### アストン・ヴィラ
2006-07
2007年1月22日にミラン・バロシュとのトレードでイングランド1部のアストン・ヴィラFCと3年半の契約を締結 し、背番号はバロシュが移籍したことで空位となった10番を着用することとなった。31日のニューカッスル・ユナイテッドFC戦 (1-3敗北) で初出場を飾る。3日後のウェストハム・ユナイテッドFC戦 (1-0) で初得点にして決勝点を挙げる 活躍を見せたことで試合後にマーティン・オニール監督からパフォーマンスを称賛された。
2007-08
加入2シーズン目のカリューは、ファンから大きな期待を背負い主要選手としてプレーし、度々良いパフォーマンスを披露していたにもかかわらず、シーズン最初の得点は開幕から2ヶ月後のエヴァートンFC戦 (2-0勝利) だった。しかし、同試合で自身の膝を捻った際にハムストリングを負傷したことにより6週間の離脱となった。復帰後の11月にウェストハム・ユナイテッドFC戦で自身2得点目、次のブラックバーン・ローヴァーズFC戦で頭で得点、12月のマンチェスター・シティFC戦で30ヤードの突破から得点と得点を重ねていき、1月12日のレディングFC戦では2得点を挙げる活躍を見せた。しかし、不運なことに同試合の最優秀選手には同僚のマルティン・ラウルセンが選出されている。2月9日のニューカッスル・ユナイテッド戦 (4-1勝利) で自身初のハットトリックを達成。ちなみに、同試合では普段ペナルティーキックを担当するギャレス・バリーから譲られてハットトリックを達成していた。4月12日のプライド・パーク・スタジアムでのダービー・カウンティFC戦 (6-0勝利) で得点、20日のヴィラ・パークでのバーミンガム・シティFCとのバーミンガム・ダービー (5-1勝利) で2得点、次のグディソン・パークでのエヴァートン戦 (2-2) でも得点を挙げた。序盤戦はなかなか得点を挙げられず、また負傷離脱と苦境に陥っていたものの、最終的にチーム内最多の13得点を挙げ、シーズンを終了した。
2008-09
UEFAインタートトカップ 2008のオーデンセBK戦でシーズン初得点を記録。8月14日に契約を2011年までの1年延長した。

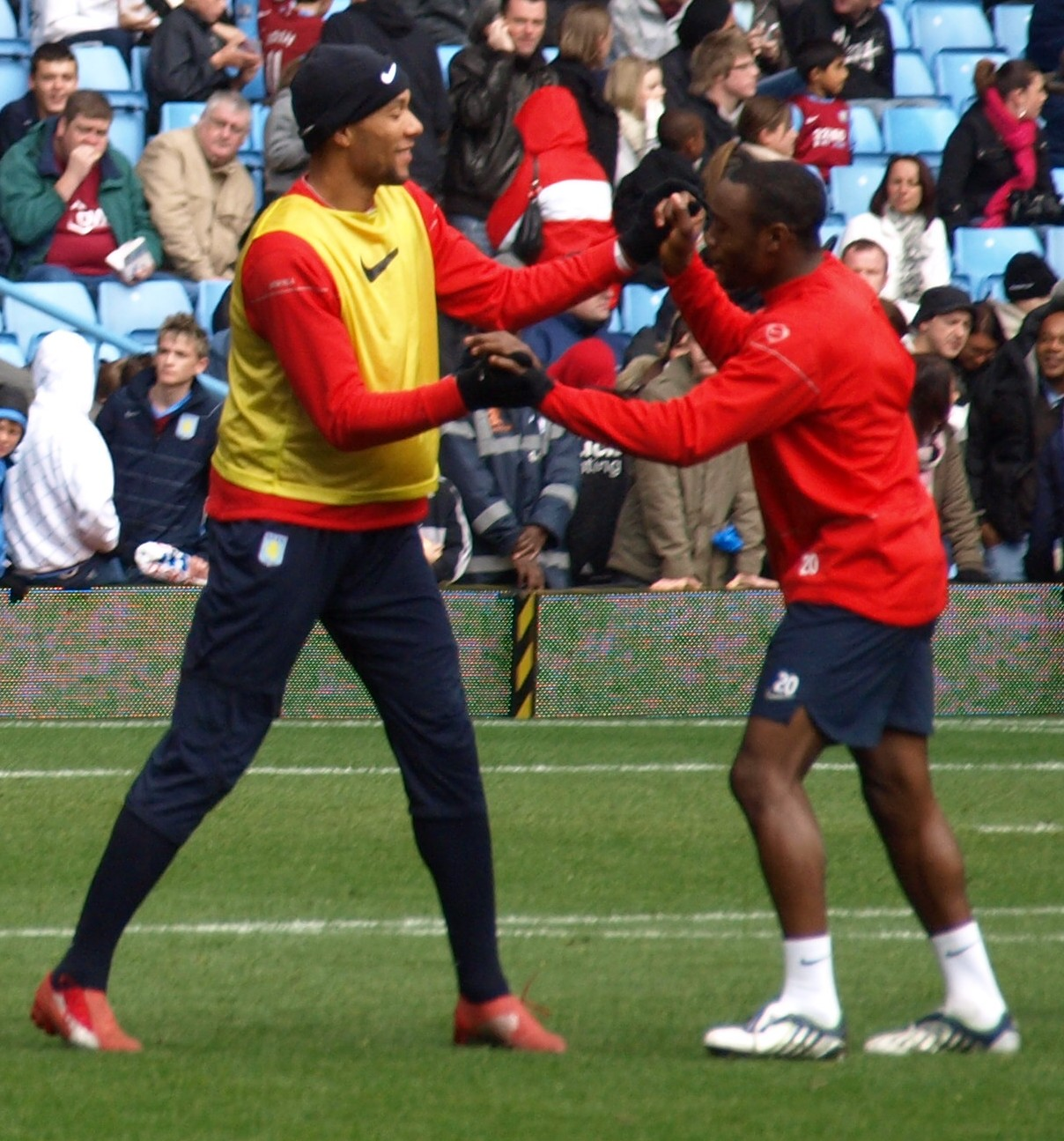
ヴィラ・パークで同僚のナイジェル・レオ＝コーカーと公開練習をするカリュー

ヴィラ・パークでのマンチェスター・シティ戦 (4-2勝利) で先制点。ストーク・シティFC戦でリーグ戦2得点目得点を挙げているが、こちらはママディ・シディベの決勝点により2-3で破れている。共にウェスト・ミッドランズを拠点とするライバルのウェスト・ブロムウィッチ・アルビオン戦 (2-1勝利) ではコンビを組むガブリエル・アグボンラホールと共に得点、2008年10月26日のウィガン・アスレティックFC戦 (4-0勝利) でも共に得点を挙げ、また、お互いの得点をアシストした。11月16日にUEFAカップ 2008-09のSKスラヴィア・プラハ戦 (アウェイ1-0勝利) では同僚MFスティーヴ・シドウェルのシュートがカリューに当たり、ゴールに入ったことで自身の得点として記録され、また、これが決勝点となったことでチームは連勝し、グループリーグで首位に立った。このように順調だったものの、10月下旬に同大会のアヤックス・アムステルダム戦前夜にもかかわらず、バーミンガムのパブ付近にあるストリップクラブで遊んでいたため、マーティン・オニール監督に2週間分の賃金にあたる罰金が言い渡された。
論争から程なくして太腿と背中を痛めたことで離脱が決定 し、オニール監督はカリュー不在の穴を埋めるためにエミール・ヘスキーと契約を締結した。離脱している数週間はヘスキーが代役を務めていたが、負傷から復帰後はすんなりと自身の居場所を取り戻すことに成功している。2009年1月31日のウィガン・アスレティック戦 (0-0) で復帰 し、PFC CSKAモスクワとのUEFAヨーロッパリーグ 2009-10ベスト32第1戦 (1-1) でヴァグネル・ラヴに先制点を許す中、復帰後初にして同点弾を挙げた。3月1日のストーク・シティ戦 (2-2) では途中出場から程なくしてボレーからリーグ戦での復帰後初得点を挙げた。その後はトッテナム・ホットスパーFC、マンチェスター・ユナイテッドFC、エヴァートン、ハル・シティAFC、ミドルズブラFC相手にそれぞれ1得点ずつ挙げ、リーグ戦で27試合11得点を記録した。
2009-10
2009-10シーズン開幕戦の先発の座はヘスキーとアグボンラホールに明け渡したものの、途中出場・先発出場に問わず結果を残していき、2010年3月17日にFAカップベスト8のレディングFC戦で先発出場するとPK1つを含めハットトリックを達成した。シーズンは進むに連れて先発の座を取り戻したカリューは、ウルヴァーハンプトン・ワンダラーズFC、サンダーランドAFC、チェルシーFC等を相手に得点を挙げ、最終的にアグボンラホールに次ぐチームの得点源となった。
ちなみに、2009年12月19日のストーク・シティ戦で決勝点を挙げた際に興奮のあまりコーナーフラッグを蹴り上げて観客席に飛ばしてしまった。その付近には自身のレプリカ・ユニフォームを着ていた小さな少年がおり、驚かせてしまったカリューは試合後に駆け寄りユニホームをプレゼントし謝罪する場面があった。
2010-11

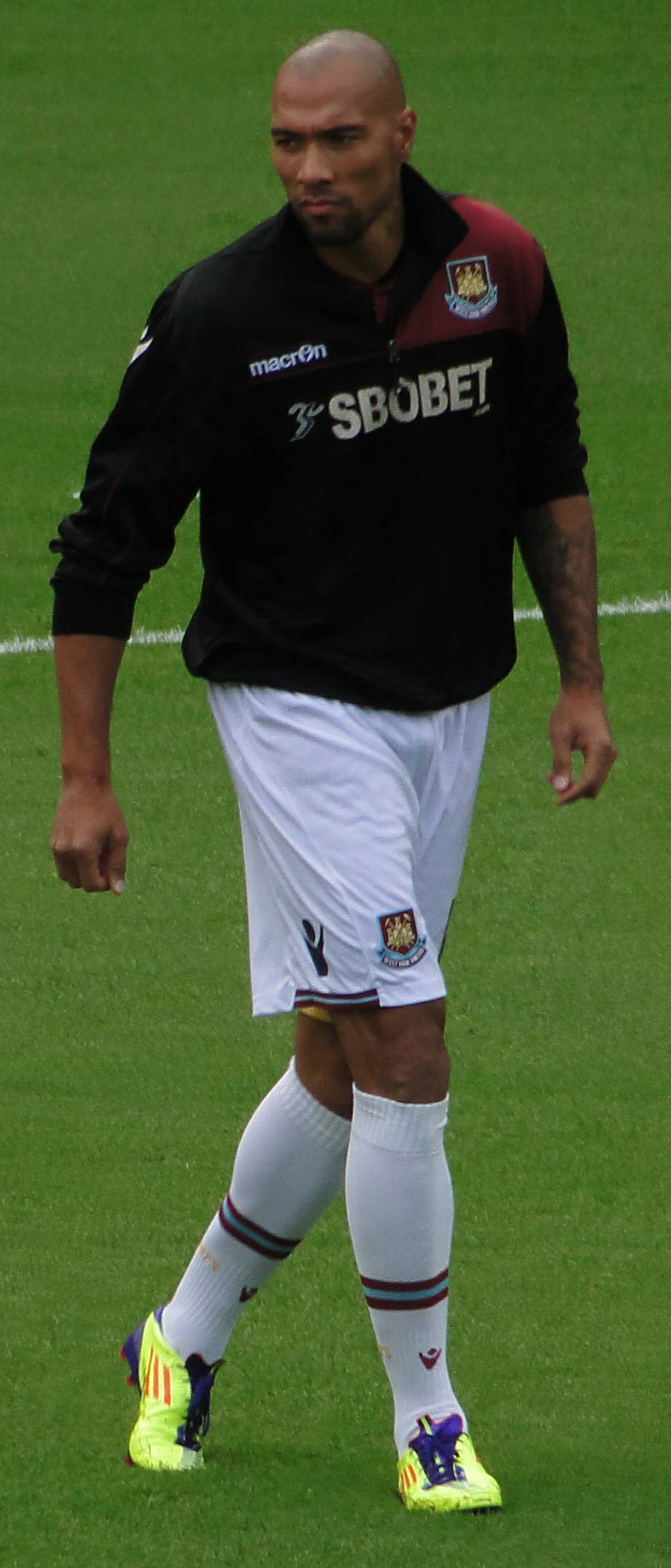
ウェストハムでウォーミングアップするカリュー

アグボンラホールの負傷により新シーズンはアシュリー・ヤングとコンビを組むことになったが、自身の負傷の問題と不調からヘスキーに先発の座を奪われ控えにまわることが多くなった。シーズンが進むにつれ状況は顕著となったため、冬の移籍市場で退団の噂が流れたものの、ジェラール・ウリエ監督の構想に入っているとのことで残留となった。しかし、18日に移籍金1800万ポンドでサンダーランドからダレン・ベントが加入した ことで、以前よりも出場機会が限られたものとなってしまった。
2011年5月27日に契約満了に伴い退団することが決定した。

#### ストーク・シティへのレンタル
2011年1月21日にストーク・シティFCへシーズン終了まで期限付き移籍で加入 し、加入時の会見で他クラブからのオファーを断り、ストークへの加入を決断したことを明かした。このカリューの到着にアンディ・ウィルキンソンをはじめとしたストークの選手達から歓迎された。
翌日のフラム戦で途中出場から初出場を飾り、2月5日のサンダーランド戦で初得点を挙げ、さらにFAカップのブライトン・アンド・ホーヴ・アルビオンFC戦でも得点をした。しかし、背中の負傷の問題 から10試合1得点と輝きを取り戻すことが出来ず、所属元のアストン・ヴィラ放出後に自由移籍の身となってもトニー・ピューリス監督から誘われることはなかった。

#### ウェストハム
2011年8月6日、2010-11シーズンでプレミアリーグを最下位に終わり2部へ降格したウェストハム・ユナイテッドFCに自由移籍で加入 し、10月1日のクリスタル・パレスFC戦 (2-2) で初得点を記録した。しかし、ここでも以前のパフォーマンスとほぼ遠かったために新契約を勝ち取ることが出来ず、シーズン終了後にジュリアン・フォベール、フランク・ノーブル、パパ・ブバ・ディオプ、アブドゥライ・ファイ、オリヴァー・リーの5名と共にクラブを去ることとなった。
自由移籍の身となったカリューは、2012年8月に古巣ヴォレレンガと交渉していたものの、試合につき60万NOKを要求したことにより破談となった。突如とした移籍話にKjetil Siemは、当時自身がヴォレレンガでディレクターを務めている際の2005年にカリューが2012年にクラブに復帰するとの非公式の契約を締結していたことをDagbladetに明かした。2013年2月にシーズン絶望の怪我を負ったディエゴ・ミリートの代役としてイタリア1部のインテルナツィオナーレ・ミラノのトライアルを受けたが、十分なコンディションではないと判断され、契約には至らなかった。

### 代表
1998年11月18日にカイロで行われたエジプトとの親善試合 (1-1) でアルフ＝インゲ・ハーラントに代わり途中出場でノルウェー代表初出場を飾って 以降で91試合24得点を記録し、UEFA EURO 2000に出場した。UEFA EURO 2008予選では中心選手として10試合4得点2アシストを挙げるも、チームはトルコに勝ち点1差の3位に終わり本戦出場は叶わなかった。
ちなみに、3位入賞したUEFA U-21欧州選手権1998の一員に当初は選出されていたものの、単核球症により辞退を余儀なくされた。

## タイトル

### クラブ
ヴォレレンガ・フォトバル
- ノルウェー・カップ : 1997

ローゼンボリBK
- エリテセリエン : 1999

バレンシアCF
- リーガ・エスパニョーラ : 2001-02

オリンピック・リヨン
- リーグ・アン : 2005-06
- トロフェ・デ・シャンピオン : 2006

### 個人
- クニクセン・アワード（英語版）年間最優秀選手部門 : 2005, 2007, 2008
- FAカップ得点王 : 2009-10

## 脱税疑惑
2014年から2019年までに過失、故意あわせて540万ノルウェー・クローネ（約7690万円）を脱税していた容疑で起訴され、法廷では元代理人を盲信したが故の脱税であり故意ではないと主張。2022年に懲役2年の求刑を受けた。